# Миттерленер, Райнхольд
Райнхольд Миттерленер (нем. Reinhold Mitterlehner; род. 10 декабря 1955, Хельфенберг, Верхняя Австрия) — австрийский политический деятель. Председатель Австрийской Народной Партии (ÖVP) с 8 ноября 2014 года. Вице-канцлер Австрии с 1 сентября 2014 года до 15 мая 2017 года.

## Карьера
Получил докторскую степень в области права в Линцском университете (1980). Затем он окончил аспирантуру по менеджменту в швейцарском городе Фрибур.
С 1980 по 1992 год работал в Экономической палате Верхней Австрии, в том числе главой отдела маркетинга. С 1992 по 2000 он занимал пост генерального секретаря Австрийской экономической лиги в Вене. В 2000 году он был назначен заместителем генерального секретаря Палаты экономики Австрии, будучи в этой должности до 2008 года. Кроме того, он был местным политиком в Ахорн-им-Мюльфиртель с 1991 по 1997 год. Член Народной партии. Был избран в австрийский парламент 8 февраля 2000 года. Избран председателем районной организации района Рорбах в мае 2002.
2 декабря 2008 был назначен федеральным министром экономики, семьи и молодежи в коалиционном правительстве во главе с премьер-министром Вернером Файманом. В том же году он также стал вице-президентом Австрийского энергетического агентства.
Был одним из ведущих кандидатов в преемники Йозефа Прёлля, который покинул руководство партии в апреле 2011 года. Позже стал заместителем федерального председателя Народной партии, заместителем председателя Индустриального института науки.
После перепрофилирования Министерства экономики, семьи и молодёжи, 16 декабря 2013 года возглавил новое министерство — науки, исследований и экономики.
С 9 по 17 мая 2016 года (между отставкой Вернера Файмана и вступлением в должность Кристиана Керна) — исполняющий обязанности федерального канцлера страны.
10 мая 2017 года Миттерленер объявил об уходе в отставку с поста вице-канцлера (вступит в силу 15 мая) и председателя ÖVP. 

## Награды
- Большой крест I степени  Почётного знака «За заслуги перед Австрийской Республикой» (2011).
- Большой крест Почётного знака страны Верхняя Австрия (2015).
- Орден Дружбы (29 января 2016 года, Россия) — за большой вклад в укрепление дружбы и сотрудничества с Российской Федерацией, развитие торгово-экономических и научных связей, сохранение и популяризацию русского языка и культуры за рубежом[8].

## Семья
Миттерленер женат, имеет двух дочерей. Ещё одна его дочь умерла в 2016 году в возрасте 38 лет.